# Christoph Wydenbruck
Christoph Anton Maria hrabě von Wydenbruck (5. února 1856, Vídeň, Rakousko – 4. října 1917, Bad Reichenhall, Německo) byl rakousko-uherský diplomat z německé šlechtické rodiny. Od mládí působil v diplomacii, zastával posty různého významu v několika evropských zemích, nakonec byl rakousko-uherským velvyslancem ve Španělsku (1911–1913).

## Životopis

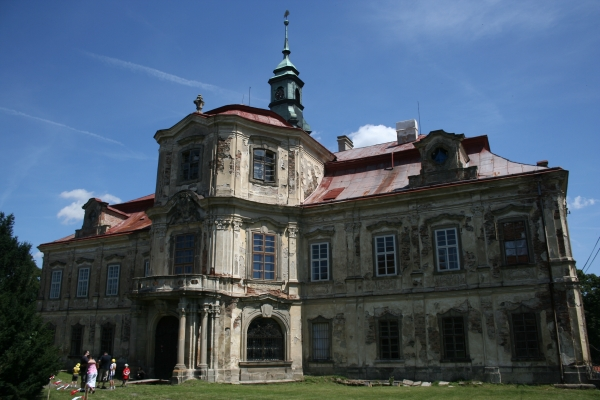
Zámek Trpísty, majetek rodu Wydenbrucků v 19. století

Pocházel z rakouského šlechtického rodu původem z Vestfálska, který od roku 1868 užíval hraběcí titul. Narodil se jako starší syn diplomata Ferdinanda Wydenbrucka (1809–1878), matka Isabel, rozená St John-Blacker (1829–1900), pocházela z Anglie. Christoph původně vstoupil do c. k. armády, v hodnosti poručíka odešel krátce poté do zálohy a vstoupil do služeb ministerstva zahraničí. Zastával nižší diplomatické posty v různých evropských metropolích, například ve Stockholmu, Berlíně nebo Římě. V letech 1895–1899 byl vyslancem v Japonsku, kde do roku 1896 zároveň plnil kompetence diplomatického zastoupení pro Čínu a Siam. Po návratu do Evropy byl vyslancem v Dánsku (1899–1907) a Nizozemí (1907–1911), svou kariéru zakončil jako rakousko-uherský velvyslanec ve Španělsku (1911–1913).

## Tituly a ocenění
Jako příslušník šlechtického rodu byl v roce 1881 jmenován c. k. komořím, ve funkci vyslance v Dánsku obdržel v roce 1905 titul c. k. tajného rady s nárokem na oslovení Excelence. Během působení v diplomatických službách získal několik vyznamenání v Rakousku-Uhersku i v zahraničí.

### Rakousko-Uhersko
- Řád železné koruny III. třídy (1889)
- Jubilejní pamětní medaile (1898)
- Řád železné koruny I. třídy (1907)

### Zahraničí
- velkodůstojník Řádu vycházejícího slunce (Japonsko)
- velkokříž Oranžsko-nasavského řádu (Nizozemsko)
- velkokříž Danebrožského řádu (Dánsko)
- velkokříž Řádu sv. Olafa (Norsko)
- Řád pruské koruny II. třídy (Německo)
- Řád červené orlice III. třídy (Německo)
- Řád lva a slunce II. třídy (Persie)
- rytíř Řádu sv. Mořice a Lazara (Itálie)

## Rodina
V roce 1880 se na zámku Meiselberg v Korutanech oženil s princeznou Marií von Fugger-Babenhausen (1858–1929). Marie byla později c. k. palácovou dámou a dámou Řádu hvězdového kříže. Měli spolu dvě dcery:
- Helena Isabela (29. 5. 1881 – ??), manž. 1903 Mikuláš Desfours-Walderode (28. 8. 1877, Křetín – 5. 3. 1941, Praha), rozešli se již šest týdnů po narození jejich syna Karla (4. 5. 1904, Vídeň – 7. 2. 2000, tamtéž), který byl posledním soukromým majitelem zámku Hrubý Rohozec[18]

- Nora (15. 1. 1894, Londýn – 29. 8. 1959, tamtéž), spisovatelka a překladatelka, manž. 1919 Alfons Putscher (14. 1. 1885, Klagenfurt am Wörthersee – 3. 1. 1962, Londýn), malíř, věnoval se především malbě zvířat a krajinomalbě, jejich 2 děti přijaly příjmení Putscher-Wydenbruck.

Christophův mladší bratr August Vilém Wydenbruck (1857–1905) byl majitelem velkostatku se zámkem Trpísty v západních Čechách. Jejich sestra Isabela (1862–1920) se v roce 1882 v Trpístech provdala za diplomata hraběte Viktora Folliota de Crenneville (1847–1920).